# タチュ (ジャライル部)
タチュ（? - ?）は、モンゴル帝国に仕えた将軍の一人で、ジャライル部の出身。『元史』などの漢文史料では塔出(tǎchū)と記される。

## 概要
タチュはジャライル部の出身で、 父のジャライルタイ・コルチはチンギス・カンの時代から第4代皇帝モンケの治世まで活躍した歴戦の勇将で、特にモンケの治世に第4次・第5次高麗侵攻の司令官を務めたことで知られる。
ジャライルタイの息子タチュは功臣の息子であることから1280年(至元17年)に昭勇大将軍・東京路総管府ダルガチに、翌1281年(至元18年)には昭毅大将軍・開元等路宣慰使、次いで遼東宣慰使に任じられた。1285年(至元22年)にはクビライの下に入観したが、この時タチュの応対が優れていたため、クビライは喜んで龍虎衛上将軍・東京等路行中書省右丞に改めて任じたという。
1287年(至元24年)、クビライ・カーンの政策に不満を抱いたオッチギン家のナヤンが叛乱を起こすと、タチュはいち早くこれを察知してクビライに報告した。一方、ナヤンに呼応して挙兵したカサル家のシクドゥル率いる部隊はナヤン本隊とは別に遼寧平原に展開しており、タチュは1万の軍勢を率いて王子アヤチ率いるシクドゥル討伐軍に属するよう命じられた。
これに対しシクドゥルはナヤンの叛乱に呼応して出兵した女直人との連動によってアヤチ率いる部隊を一時敗退させ、アヤチは危うく捕らえかけられたが、タチュらの奮戦によってアヤチは遼河を渡って逃れることができた。この時、タチュは自ら前線に出て敵将のテグデイ（帖古歹）を射抜き、アヤチらの退却を助けたという。アヤチ軍が懿州に退却すると、城に残っていた老人子供らが「宣慰公(タチュ)がいなければ、我々の家族は生きて帰ることはできなかったでしょう」と感謝したが、タチュは「今日の事は、上は皇帝の洪福により、下は将士の奮戦によってなしえたことである。我に何の功績があろうか」と述べたという。ちょうど同時期、クピライ自ら率いる本隊がナヤン軍に完勝を収め、首謀者たるナヤンが処刑されたことで反乱は急速に収まっていったが、タチュは引き続き反乱軍残党の討伐に従事した。
1291年(至元26年)には蒙古軍万戸に任命され、再び建州にてカダアン軍を破った。翌1292年(至元27年)、カダアンは高麗に侵攻したため、再び兵を率いてこれを討伐した。ナヤン・カダアンの乱鎮圧の功績により晩年のタチュは遼陽行省平章政事に任じられ、その後在職のまま亡くなった。死後、息子のダラン・テムルが跡を継いで遼陽行省参知政事に任じられた。